# بخش اسپرینگ کریک (شهرستان میامی، اوهایو)
بخش اسپرینگ کریک (به انگلیسی: Springcreek Township) یک منطقهٔ مسکونی در ایالات متحده آمریکا است که در شهرستان میامی، اوهایو واقع شده‌است.
 بخش اسپرینگ کریک ۵۸٫۴ کیلومتر مربع مساحت و ۱٬۸۲۶ نفر جمعیت دارد و ۲۸۱ متر بالاتر از سطح دریا واقع شده‌است.